# St. Peter und Paul (Reichenbach)

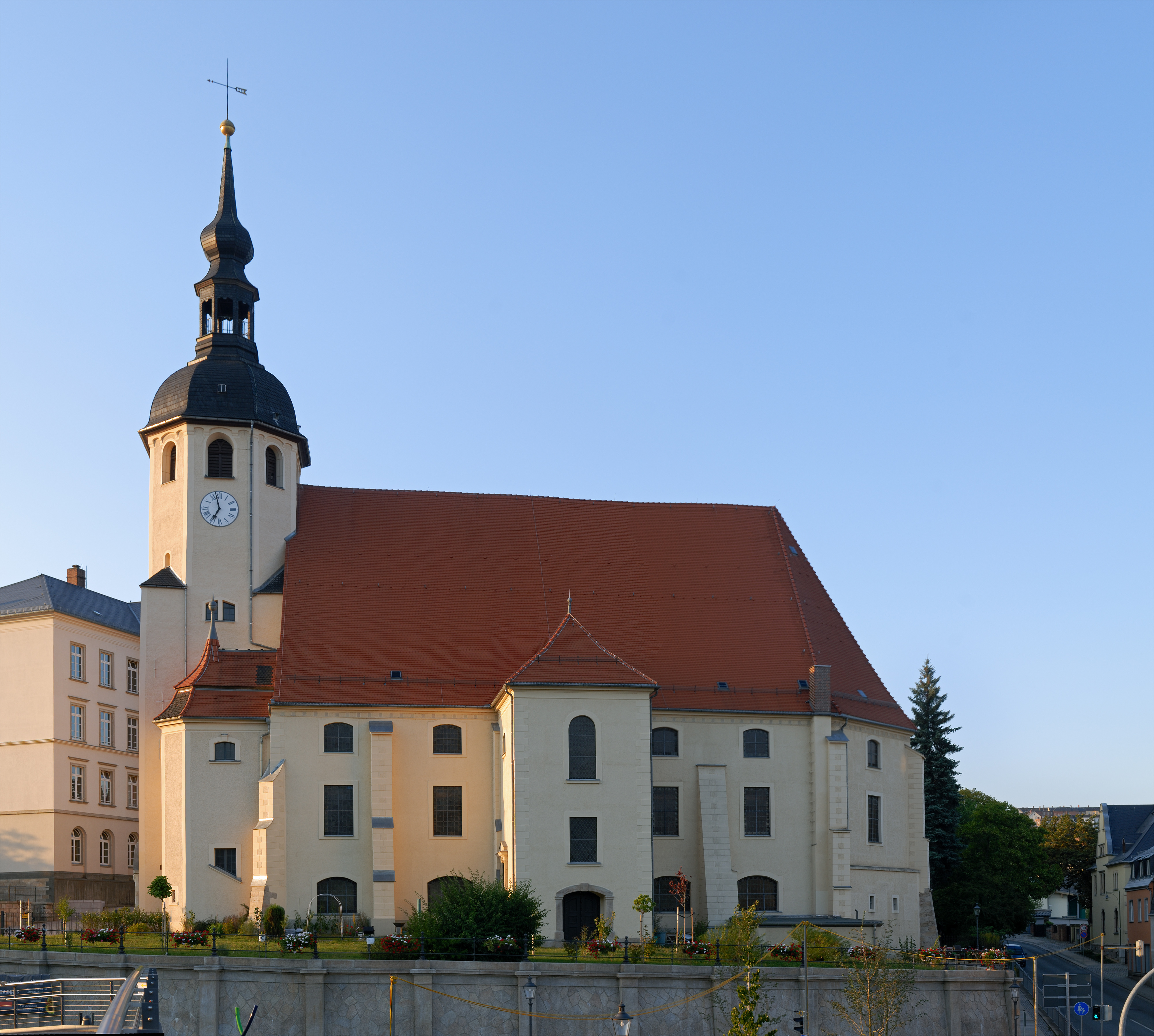
St. Peter und Paul (Reichenbach)

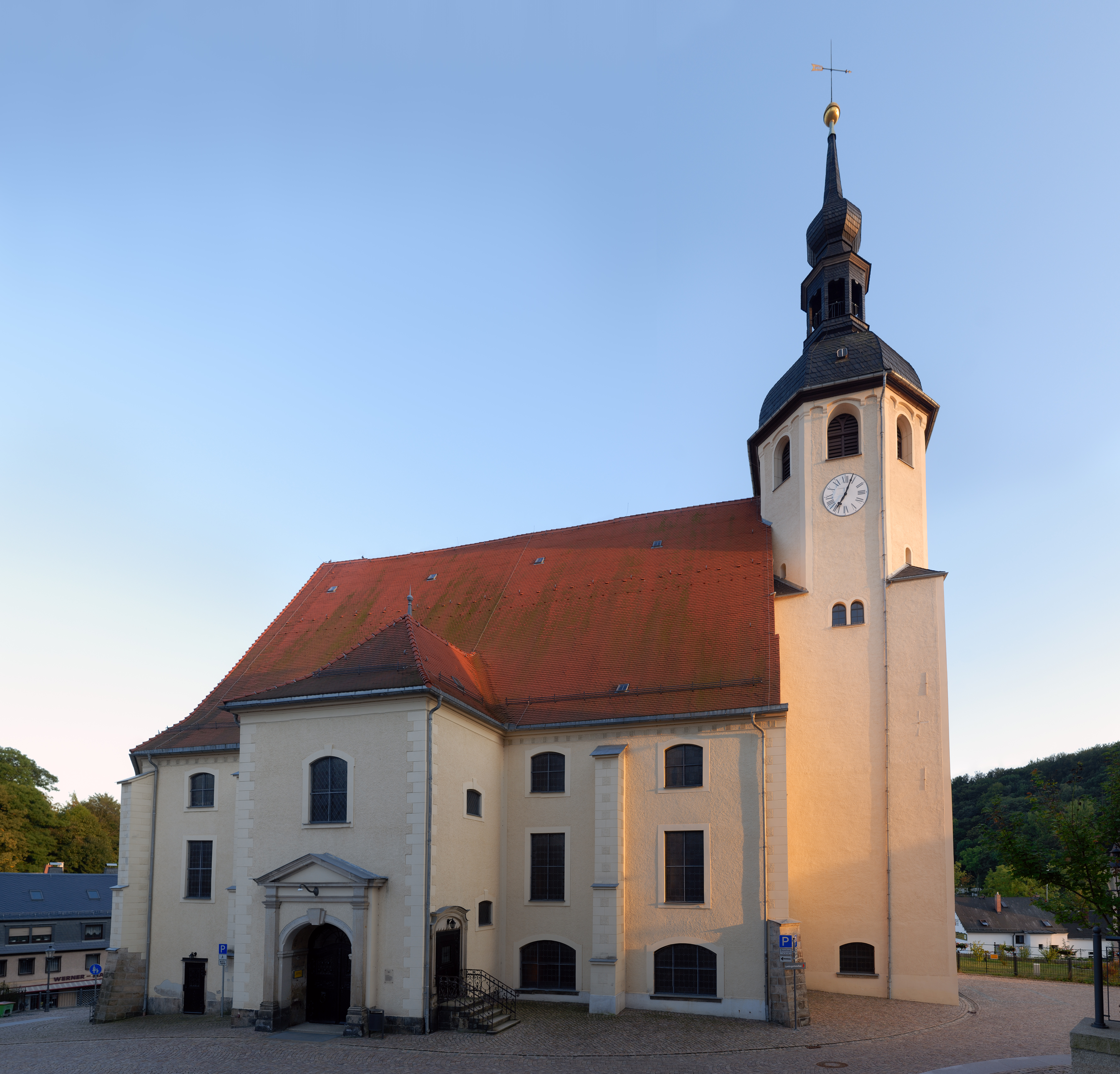
Nordseite

Die evangelische Stadtkirche St. Peter und Paul ist eine barocke Saalkirche in Reichenbach im Vogtlandkreis in Sachsen. Sie gehört zur Kirchengemeinde Reichenbach im Kirchenbezirk Plauen der Evangelisch-Lutherischen Landeskirche Sachsens und ist für ihre Orgel von Gottfried Silbermann bekannt, die jedoch nach mehreren Erneuerungen kaum noch Originalsubstanz enthält.

## Geschichte und Architektur
Die heutige barocke Emporenhalle wurde in den Jahren 1721/22 an Stelle eines 1720 bei einem Stadtbrand vernichteten, vermutlich bereits mehrfach veränderten Vorgängerbaus aus dem 13. Jahrhundert neu errichtet. In den Jahren 1905/1906 wurden eine Brauthalle angebaut, das Westportal eingefügt und das Innere erneuert. Weitere Restaurierungen erfolgten 1963/1964 im Inneren und seit 1996 am Äußeren.
Die Kirche ist ein stattlicher Putzbau mit dreiseitigem Ostschluss, Strebepfeilern und seitlichen Vorhallen. Der über quadratischem Grundriss erbaute Westturm stammt im unteren Teil wohl noch aus romanischer Zeit und wurde mit einem oktogonalen Glockengeschoss mit barocker Haube aus dem Jahr 1780 abgeschlossen. Das neuromanische Rundbogenportal ist mit einer Reliefdarstellung Christi und der Apostel Petrus und Paulus versehen. Die Sakristei bildet einen niedrigen Anbau im Südosten.
Im Inneren ist die Kirche als weiträumiger Putzbau mit flachen Decken und umlaufenden zweigeschossigen Emporen gebildet. Die Decke des Mittelschiffs ist mit Stuck gestaltet. Die Grenzen zu den schlichten Decken der Seitenschiffe sind durch kräftige Architrave betont. Die leicht konvexe Orgelempore ist mit dem geschnitzten Familienwappen derer von Metzsch versehen. An der unteren Empore im Norden finden sich zwei große geschnitzte Löwenfiguren, die das Reichenbacher Stadtwappen mit dem Apostel Petrus auf einer Mauer zwischen zwei Türmen halten.

## Ausstattung
Ein prachtvoller barocker Kanzelaltar aus den Jahren 1723–1727 zeigt am Kanzelkorb gemalte Darstellungen zwischen Säulen von Christi Auftrag an Johannes sowie die Propheten Elias und vermutlich Jesaja, seitlich sind Schnitzfiguren der Apostel Petrus und Paulus und oben eine Gloriole als Bekrönung angeordnet.
Die runde Taufe aus Marmor und das Lesepult stammen aus der Zeit um 1723. Ein lebensgroßes Holzkruzifix aus der Zeit um 1680 und ein weiteres Kruzifix aus Buchsbaumholz aus der Mitte des 17. Jahrhunderts sind erhalten. Zwei große Ölgemälde von Ludwig Otto aus dem Jahr 1914 zeigen die Einkehr Christi bei Martha und Maria sowie Christus und Nikodemus. In der Brauthalle sind vier Pfarrerbildnisse aus dem zweiten und dritten Drittel des 18. Jahrhunderts erhalten.

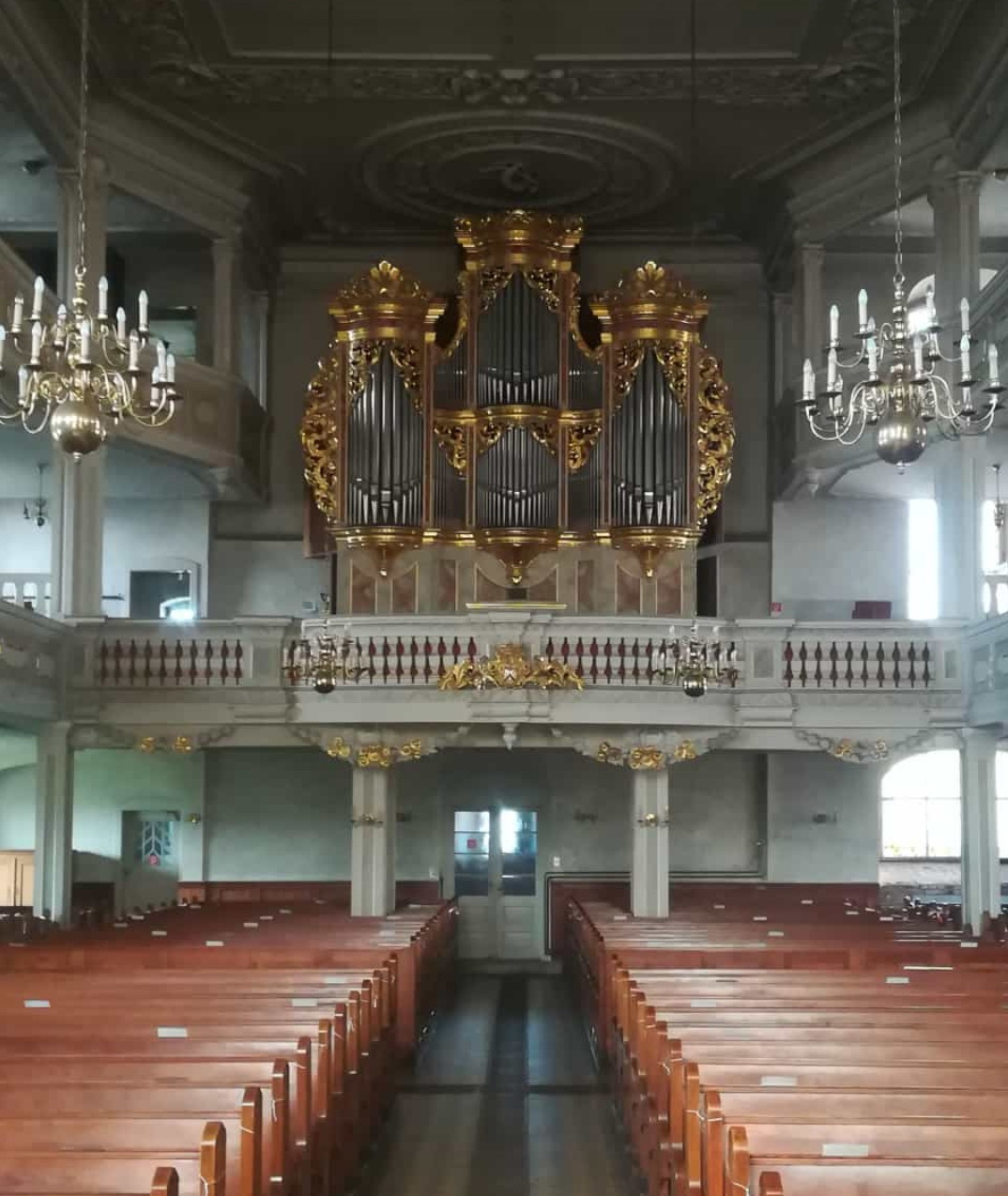
Orgel

## Orgel
Die Orgel war ursprünglich ein Werk von Gottfried Silbermann aus dem Jahr 1725 mit ursprünglich 29 Registern auf zwei Manualen und Pedal. Nachdem sie bis dahin von größeren Eingriffen verschont geblieben war, wurde sie zunächst 1906 und später 1927 durch Jehmlich umgebaut und erweitert, wobei die ursprünglichen Schleifladen durch Kegelladen mit pneumatischer Traktur ersetzt und die Disposition eingreifend geändert wurden. Dennoch blieben 22 Register der Orgel ganz oder teilweise erhalten.
Ein Nachbau dieser Silbermann-Orgel erfolgte um 1860 durch den Adorfer Orgelbauer Carl Eduard Schubert (1830–1900) für die evangelische Kirche St. Martin im böhmischen Hranice (Roßbach).
In den Jahren 1971/1972 wurde die Orgel unter Verwendung von Holzpfeifen von vier Pedalregistern, der Basspfeifen des Gedackt 8′ und der Holzteile des Gehäuses durch die Firma Jehmlich mit 26 Registern auf zwei Manualen und Pedal in historisierender Bauart von Grund auf neu erbaut. Die heutige Disposition lautet:
| I Hauptwerk C–g3 |         |  |
| Bordun           | 16′     |  |
| Principal        | 8′      |  |
| Rohrflaute       | 8′      |  |
| Octava           | 4′      |  |
| Spitzflaute      | 4′      |  |
| Quinta           | 3′      |  |
| Octava           | 2′      |  |
| Cornet III       | (ab c1) |  |
| Mixtur IV        |         |  |

| II Oberwerk C–g3 |                    |  |
| Gedackt          | 8′                 |  |
| Quintadena       | 8′                 |  |
| Principal        | 4′                 |  |
| Rohrflaute       | 4′                 |  |
| Nasat            | 3′                 |  |
| Octava           | 2′                 |  |
| Quinta           | 1 ⁄2′              |  |
| Sufflöt          | 1′                 |  |
| Sexquint altera  | (4⁄5′, ab c1 3⁄5′) |  |
| Mixtur           | III                |  |

| Pedal C–f1     |     |  |
| Principal Bass | 16′ |  |
| Subbass        | 16′ |  |
| Octaven Bass   | 8′  |  |
| Octava         | 4′  |  |
| Posaun Bass    | 16′ |  |
| Trompeten Bass | 8′  |  |
| Clarin Bass    | 4′  |  |

Nebenregister
- Tremulant (Oberwerk)
- Oberw. an Hauptw.
- Hauptw. an Pedal
- Oberw. an Pedal

Anmerkungen
- Tonhöhe: gegenwärtig a1 = 442,5 Hz
- Stimmung: gleichstufig.
- Winddruck: Hauptwerk und Pedal 85 mmWS, Oberwerk: 80 mmWS

## Geläut
Das Geläut bestand aus drei Stahlgussglocken und einer Bronzeglocke, der Glockenstuhl war aus Stahl und die Glockenjoche sind aus Stahlguss gefertigt. Im Folgenden eine Datenübersicht des alten Geläutes:
| Glocke | Gussdatum | Gießer                                 | Material  | Durchmesser | Masse    | Schlagton |
| ------ | --------- | -------------------------------------- | --------- | ----------- | -------- | --------- |
| 1      | 1950      | Glockengießerei Schilling & Lattermann | Stahlguss | 1630 mm     | 2034 kg0 | es′       |
| 2      | 1950      | Glockengießerei S. Schilling           | Bronze    | 1100 mm     | 797 kg   | ges′      |
| 3      | 1950      | Glockengießerei Schilling & Lattermann | Stahlguss | 1274 mm     | 903 kg   | g′        |
| 4      | 1950      | Glockengießerei Schilling & Lattermann | Stahlguss | 1055 mm     | 522 kg   | b′        |

Die drei Bronzeglocken werden in einen neuen Glockenstuhl aus Eichenholz eingebaut. Die Gedächtnisglocke wurde nach Feststellung von Fehlern 2021 überarbeitet. Es folgt eine Übersicht des neuen Geläuts:
| Glocke | Name                  | Gussdatum  | Gießer                                | Durchmesser | Masse       | Schlagton |
| ------ | --------------------- | ---------- | ------------------------------------- | ----------- | ----------- | --------- |
| 1      | Peter und Paul Glocke | 17.09.2021 | Glockengießerei Grassmayr (Innsbruck) | ca. 1410 mm | ca. 1550 kg | d´-5      |
| 2      | Gedächtnisglocke      | 1920/1950  | Glockengießerei S. Schilling          | ca. 1100 mm | ca. 0795 kg | fis´-7    |
| 3      | Auferstehungsglocke   | 19.11.2021 | Glockengießerei Grassmayr Innsbruck   | ca. 0960 mm | ca. 0550 kg | a´-5      |